# 資格商法
資格商法（しかくしょうほう）とは、「就職に有利」、「資格を必要とする仕事を提供する」などといい、資格取得のための通信教育費用や授業料を支払わせる商法のことをいう。資格の名称が「○○士」となっているものが多いことから、「士商法」（さむらい商法）ともいう。
不景気にこそ流行するなど世相を現している一方、業者が詐欺に近い販売を行うことが時折問題となる。対象となる資格は国家資格や公的資格のほか、業者が独自に設けた民間資格も多い。また、そのような業者の中には、資格を取れば業者自ら仕事を提供または斡旋するなどと述べて勧誘する業務提供誘引販売取引(特定商取引法の規制対象)を行う者もいる。

## 問題と不正
資格商法とは「受講するだけで簡単に資格が取れる」「もうすぐ国家資格になる」などと電話でしつこく勧誘して講座や教材を契約させたり、「在宅ワークで高収入」などという広告に問い合わせると「事前に会社の資格検定に合格する必要がある」などとして教材などを買わせようしたりする行為である。「資格を取得できるまで契約は終わらない」として新たな契約を迫ったり、解約料を払うように請求したり、高額な手数料を要求したりといった二次被害も発生している。この二次被害は資格商法に騙された者の名簿が、別の業者に出回っていることが原因と推測される。就職活動中の大学生を狙う事例も見られる。傾向として、行政書士資格講座、経営関連資格講座、不動産関連資格講座、パソコン関連資格を語る場合が多い。
この商取引の方法自体に何らかの問題があるわけではない。なぜなら、消費者の不安を煽ったり、意欲を増進させることで契約の締結の促進を図る手法は、程度の差こそあれど今日の商取引上普遍的に見られる手法だからである。それゆえ、資格商法として批判される商取引は「悪質な」や「悪徳な」という言葉を用いて、正当なものとは区別している。
故意に錯誤を狙ったものや、誇大な宣伝文句を用いる詐欺紛いな商取引は、消費者の利益や社会的資源の浪費を考えると好ましいことではない。しかし、資格商法は大きな問題として表層に出ることが少なく、取り締まりも多くはない。これは「実情が発覚する時には契約が成立している」「実被害が非常に僅少」「割が合わなくとも常軌を逸しない程度の代価を得ている」「問題が被害者に認識され難い」などの事情から、被害届が出されることが少ないからである。仮に被害届を出しても詐欺として立件しづらく、根絶が難しいといった事情もある。
資格商法の特徴としては「社会世相を現しやすい現象である」ということが挙げられる。不景気であるほど、被害届の件数が増大する傾向にあるといった統計データもある。「資格」という言葉が安心感を与えている可能性がある。もちろん、ある特定の資格を持たないと従事できない職業もある(業務独占資格)。だが、資格を持ったからといって職があるとは限らないのである。
問題とされる取引にしばしば用いられる手段としては、以下のようなものが挙げられる。
※なお、被害者を欺罔することを目的として虚偽表示または虚偽説明を伴う販売を行えば、刑法上の詐欺罪を構成し、刑事罰の対象となることがある。
- 資格について欺罔を目的とした説明を行うもの
  - 学習期間○ヶ月、○年といったように、実際には合格しえない短期間で合格できるかのように錯覚させる。
    - 例)○×調査士6ヶ月、●■アドミニストレータ6ヶ月、△□主任技術者8ヶ月、○▲管理士8ヶ月　の様な形式で書かれている。
    - ●●時間　講義回数●●回といった形式での記載も同様である。講義回数については、利益を産み出しやすい資格講座は易しくても多数回行うことがある。逆に、難易度の高い試験でも利益を産み出しづらいものは講義回数が少なくなる傾向にある。
    - 下位試験や合格済みとする試験の学習時間を無視していることが多い。他にも長年にわたる職務経験者を対象とする試験でも、その対象経験年数を記載せず容易に取れるような記載をする。特に情報処理や通信などの様に業界が多様で試験構成も多段階層となるものほど細切れにして難易度をごまかして(易しそうに)表記させることが出来る。実際に関連学部に入学し学習を始めて下位試験から受験し対象となる経験値を経ても合格するには15年以上要することがある。
    - 中には、上位試験と下位試験が同じ期間で書かれていることもある。これらの記載がある場合、実際には根拠が皆無であることが疑われる。
    - 資格取得に要する時間的コストの過小表示により、実際に合格した者が過小評価されるような印象を与えてしまうことがあり得る。

  - 民間資格を国家資格として錯覚させる、または将来国家資格になると暗に仄めかすもの
    - 国家資格でないのに国家資格であるかのごとく装う。あるいは民間資格に過ぎないが、そのことを表に出さない

  - 資格講座を受講すれば資格が与えられる、または、資格試験が科目免除になると宣伝するもの
  - 類似名の資格、単位認定制度などを利用するもの
- 実存する資格、職務、技能と類似する名称を冠した、実際には無価値に等しいの資格の取得を勧めるもの
- 保護、推進、認定する団体との共同経営であるもの(団体は存在するものの、名称のみ立派であるが実の無い団体による支援や認定)
  - 試験実施団体、あるいは運営者の特定非営利活動法人（試験実施団体と一体である）等の活動会員として登録し会費を納めなければ、登録の更新ができないものがある
  - 社団法人等が実施する資格で、当該法人の会員を優先して合格させたり、面接試験で試験実施団体に協力する対応をしないと合格しなかったり、社会的に意味があっても試験実施団体の利益を損なうおそれのある活動をした場合には除名を勧告されるなどする資格が存在する

試験実施団体が、その課題や技術について日本唯一と名乗ったり、天下り役員を迎えたり、社団法人・財団法人・特定非営利活動法人は設立時に主務官公庁の許可・認証を受けることを利用し、わざわざ「○○大臣許可」「内閣府認証」などと表記して資格そのものにも公的な権威があるかのように示す例もみられる。
- 企業と連携し、資格取得後に仕事が提供する事を約束して取得を促すもの

後の収入期待して資格を取得したとしても、仕事が全く提供されない事がある。
高額製造機材の購入、内職詐欺などでこれ等の手が多用される。
- 通信教育や授業内容が劣悪で価格に見合った価値がないもの

- 専門分野であることを利用して、独自に作成した関連教材を高額で販売するもの
- 資格取得のメリットを誇大に表示するもの
- 有資格者でなければその分野では仕事ができない・就職ができない、あるいは今取得しなければ数年後には資格取得が困難になるなどと、恐怖感や焦燥感を煽り立てるもの
  - 法定の業務独占資格として指定されていない資格・業務であるにも関わらず、業務独占資格であると誤認させる形で資格の取得を勧めるもの
  - 資格に関連する法規制の改正が予定されており、以降は資格試験の難度や資格取得までの費用が大幅に上昇するなどと述べて、急いで資格を取得することを勧めるもの
- 提示される条件下なら取得が容易になると誤認させ、提示条件を高額で提供するもの
- 実際には役に立たないが、有用有効と思わせるような条件を提示するもの

○○協会認定、NPO法人認定、○○団体認定などと述べて権威があるように見せたり、取得による条件を解除または免除を謳う例が多い。
- その資格を有力と思わせる名称の団体の関与を宣伝するもの

○○協会認定、NPO法人認定、○○団体認定等、○○研究所発表などと宣伝し、「協会」や「NPO」、「法人」、「団体」といった言葉が一般人に与える公的なイメージを利用するもの。関連項目:バイブル商法
- 講座や取得費用につき無料または著しく低廉な価格を提示するものの、関連商品を高額に販売するもの。または資格の維持のために費用を徴求するもの。

なお、実際には国家資格でないものを国家資格と称して受講させた場合、景表法違反や詐欺等を構成する可能性があるためか、業者の側では曖昧な表現に終始することもある。

## 資格商法の事例
難易度が低いが実用性がない、著名であるが実態が知られていない、国家資格ではあるが就職に結びつくとは限らない、難易度が高く合格が難しい等の性質をもつ資格・試験が利用されることが多い。
試験に合格することによって何らかの業務独占資格が得られると宣伝し、そのための学習講座の勧誘や教材販売を行っているケースが見られる。国家資格の場合は通信教育が教育訓練給付制度に対応していることを宣伝材料としていることもある。
資格商法に用いられる資格の例には次のようなものがある。

### マイナー又は有用性の高くない国家資格を過剰に宣伝するもの
- 旅行業務取扱管理者（旅行主任）、宅地建物取引士

国家資格であり需要もあるが、試験に合格しただけで就職できるなどと謳い、教育商法や予備校の講座などでの看板として用いられる事が多い。
- 情報処理技術者

情報処理技術者試験そのものは国家試験であるが、業務独占資格ではない。あくまでも能力認定であるため、採用時に参考にされる程度である。
- ファイナンシャル・プランニング（FP）技能士

国家資格であり、就職活動を控えた大学生が金融や保険や不動産の仕事の採用を目指す際に多少有利になるのは事実であるが、国家資格を持っていなくてもファイナンシャル・プランナーを名乗って働くことは可能であり、FP技能士の国家資格を持っていても独占して行える業務はない。税理士や司法書士や保険外交員などの本業のある人が副業として顧客にファイナンシャル・プランニングを行なっているケースが多く、ファイナンシャル・プランナー単体の求人も少なく、本業にするのは狭き門である。

### 業務独占資格である国家資格の業務を侵害する違法な民間資格を過剰に宣伝するもの
- 美容・メイクアップ・化粧品関連資格

業務独占資格（国家資格）である美容師免許がなければ美容を業にすることは違法であるが、化粧品関連資格やカモフラージュメイク、化粧療法等の民間資格が存在する。メイクの仕事や医療機関への就職に有利であるかのごとく、段階的な試験を作り、それに伴う教材の販売、関連企業の化粧品を購入させる仕組みもある。
- マッサージ業類似行為

「整体学校」、「カイロプラクティック学校」などを称し、独自の認定にすぎない資格を社会的に有力とうたって取得させる。

### 有用でなく、または法的に不要な民間資格を過剰に宣伝するもの
- ドローン操縦に関する民間認定

2016年頃からドローンスクールが現れ、2018年には200校を超えるまで乱立。これらは現在制定されている国家資格(一等・二等 無人航空機操縦者技能証明)とは別の民間認定に過ぎないが、わずか2～5日間の数日間で、自動車や無人航空機操縦士国家資格の教習所並みの20万円前後の高額費用がかかる講習も多い。また、民間資格黎明期には、あたかも資格を取得しなければドローンを飛ばせないかのような誤認誘導をしたり、卒業生に産業用など高価なドローンの販売促進を行う悪質な業者も多数存在した。
これらの民間団体の技能認証は必ずしも無用ではなく、国土交通省に行う無人航空機の特定飛行許可の申請に必要な書類のうち、操縦技能に関する申告事項の一部を省略可能であるが、国家資格である無人航空機操縦者技能証明の創設により令和7年12月をもってこの優遇措置が終了するため、民間資格の社会的優位性はなくなる。国交省が認定する無人航空機操縦士の登録講習機関を修了した場合、無人航空機操縦士の国家試験に於いて実地試験の免除が受けられるため、国家資格の制度開始以降、多くのドローン講習団体が民間資格の講習から国家資格の登録講習機関としての教習へと軸足を移している。
- ネイリスト

資格を持っていないと就職ができないなどと言って高額な教材を購入させることがある。
- ヨガのインストラクター

国家資格ではなく民間認定にしか過ぎず、無資格でヨガのインストラクターをしても問題ない。何十万円もかけてRYT（全米ヨガアライアンスが認定する民間資格）を取ったのに働き口がないこともある。ヨガ教室の運営企業が独自に認定する民間資格を、数十万円以上の受講料を払って取得し、さらに1年ごとに8000～5万円程度の更新料を払って更新しなければ、その企業でのインストラクターの仕事ができないケースもある。
- ベンダー資格

ベンダー資格は能力認定であり就職を保証するものではないが、人材派遣業を兼業するITスクールが、受講特典として取得後に就職を斡旋するというもの。現実にはスクールを利用せずとも資格取得・就職は可能である。スクールが中小零細企業と斡旋に関する取引を行う悪質なケースもあり、スクール側は就職支援という公約を果たせ、企業側は薄給でも就職を受け入れる人材が手間なく確保できるというメリットがある。
- 法律・法務に関係する民間資格

法律関係の業務は一般人には対応が難しいことが多く、実務的にも国家資格を有する士業者が関与する場面が多い。
そのためか、民間資格業者の中には、民間資格を取得すれば、独立開業して顧客から相談を受け、関連する業務を行えると宣伝するものもある。
しかし、そもそも、法律関係の業務は難解で高度な専門性が必要であるがゆえに、消費者保護などの公益目的の実現を図る必要があるため、国家資格を有する者のみに業務の独占が許されているのである。
そのため、当然、民間資格を取得しても、法令上何らの法律関係の独占業務も可能となるものではない。
また、「お客様と各士業との間に入り調整する」などと謳う業者もあるが、複数職種の士業者が関与する場合であっても、士業者のみで相互に又は依頼者と直接コミュニケーションを取った方が確実かつ簡便であるから、間に入ろうとする民間資格業者の手数料を正当化できる場面はまずないと考えられる。
- 相続に関するもの

遅くとも2016年頃までには、「相続●●士」「相続●●アドバイザー」等を称する民間資格が乱立する状況が生じている。
相続税に関するアドバイスを謳うものがあるが、税務相談は税理士の独占業務であり（税理士法2条1項三号）、無償であっても無資格で行えば犯罪となる（税理士法52条、59条1項4号）。
相続人間の意見が対立する場合は弁護士でなければ介入できず、民間資格業者が相続人の利害調整や交渉等に関与すれば非弁行為として犯罪となる可能性が高い（弁護士法72条、77条3号）。また、民間資格業者が弁護士に相続紛争案件の受任をあっせんすれば、非弁提携行為として犯罪となる可能性が高く（弁護士法72条、77条3号）、弁護士にも受任を断られる可能性が高い(弁護士職務基本規定11条)。
- 交通事故に関するもの

交通事故においても、保険の手続や示談交渉が必要になり、一般人には分かりづらいことが多いことから、専門職の支援が求められることが多く、「交通事故の被害者救済に役立つ助言、また被害者・加害者間の調整」を謳う民間資格業者も現れている。
しかし、交通事故は典型的な法的紛争であり、弁護士の独占業務である。民間資格業者が「被害者・加害者間の調整」を行うことは非弁行為となる可能性が高い。
なお、近年では自動車保険において弁護士費用特約の普及が進んでおり、被害者は保険会社に連絡しさえすれば弁護士の紹介を受けられることが多い。
- 成年後見に関するもの

高齢化が進展する中で、成年後見制度の利用は年々増加している。しかし、成年後見制度も家庭裁判所への申立てが必要であるなど分かりづらい点が多く、弁護士や司法書士による援助が必要となることが多い。
そうした中で、成年後見制度に関する専門知識が習得できるなどと謳う民間資格業者が出現している。
しかし、家庭裁判所へ成年後見開始の審判を申し立てる際に、手続代理人となることができるのは弁護士のみである。また、申立書類の作成やその相談のみに留めるとしても、司法書士の資格が必要である（司法書士法3条1項4号、5号）。したがって、民間資格のみでは申立てに関する業務には一切関与することができない。
また、家庭裁判所から選任されて後見人になろうとしても、裁判所が親族以外で選任する者は弁護士、司法書士、社会福祉士を初めとする国家資格を有する者が大多数であり、民間資格を取得したとしても選任される可能性は極めて低い。
公正証書を利用する任意後見制度もあるが、任意後見人になるためには何らの資格も必要としない。
なお、一般人が成年後見制度の一翼を担う方法として、市民後見人として参加するという方法がある。一般市民として成年後見制度に貢献したい場合は、市区町村が開催する市民後見人の養成講座に参加すれば足りる。
- パラリーガルに関するもの

報道やテレビドラマ等において言及されることが増えたためか、パラリーガルに関する資格を認定する業者も出現している。
しかし、パラリーガルは日本においては公的な制度ではなく、現状、一部の法律事務所が弁護士を補助する事務職員の一部を内部的にそのように呼んでいるに過ぎず、その職務内容すら所属する法律事務所によって異なりうる（極めて高い専門性を要求されることもあれば、単なる雑用係を採用戦略上そう呼んでいるに過ぎないこともある。）。
したがって、パラリーガルの就職及び業務は完全に採用する法律事務所次第であり、民間資格を取得したとしても有用性は疑わしい。

### 民間資格を国家資格と誤認させるような方法で宣伝するもの
- 労務管理士

民間資格を国家資格と誤認させる、一部悪質な団体もあった。
2007年6月に公正取引委員会から「景品表示法第4条第1項第1号（優良誤認）の規定に違反する事実が認められた」として排除命令を受けた。株式会社日本経営経理指導協会が受けた命令であり他の協会がすべてではない。民間資格だと表示している協会もある、一部の悪質協会により風評被害をうけ認定協会が減っている。
- 技能士

職業能力開発促進法に基づくものではない職種の技能士を称して、高度な技術をもつと誤解させる。また、業者の提供する講座を受講すればその資格を容易に取得できるように誤認させる。
- スクーバダイビングの資格

国家資格である潜水士は実技試験が無く座学のみで取得出来ることから、民間の技能認定であるCカードが通用している。このため認定を行う団体が乱立し、高額な講習料を請求したり、無料と偽り高額な関連器材購入をさせる問題がある。
- 特許管理士

権限を持たない一民間資格を、その名称から正規の国家資格である弁理士と関連性があるかのように宣伝したため、誤解を招く恐れがあるとして、商標登録を取り消された。
- 心理士・心理カウンセラー・心理セラピスト

「短期で取得でき就職活動に有利な心理カウンセラー資格がある」「大学入試の際に有利である」などと称して受講生を募り、独自資格を発行する。しかしながら現実には、スクールカウンセラー等の公的な心理職や、心理判定員等の公務員心理職、そして心理療法士等の医療機関に勤務する心理職などの採用要件として規定・推奨されるのは、そのほぼ全てが「臨床心理士」資格のみである。その他では、「学校心理士」資格や「臨床発達心理士」資格であれば採用に繋がる場合もある。しかし、少なくともこれら3心理士資格は、大学院課程修了を基本要件・一部要件において前提としており、通信教育のみや数回〜数十回程度のセミナーで取得できる独自資格では、まず採用は見込めない。
- 学位

日本においては学位は学校教育法に定める機関（大学と独立行政法人大学改革支援・学位授与機構のみ）が正式な手続を経て授与するもの以外は正式な学位として認められないが（学校教育法104条、学位規則1条）、これら以外の者が博士号等と称して学位に類する称号を販売することがある。
また、ディプロマミルの修士号や博士号を公的に使用していた場合、称号詐称の罪（軽犯罪法第1条15項）で処罰される危険性もある。